# 노점 묵시록
노점 묵시록(2013.10.30~. 현재 시즌3 진행 중)은 대한민국 작가 백봉(본명 지정환)이 포털 사이트 다음에서 수요일마다 연재되고 있는 웹툰이다. 노점 묵시록은 떡볶이, 오뎅, 붕어빵 따위를 파는 노점의 명인들이 붕식푸드를 상대로 토너먼트 식 요리대결을 펼치는 것으로 이야기가 전개된다.

## 주요 등장인물
- 이홍덕: 별명 떡마귀, 붕식과 운암정을 둘러싼 대결을 벌이다 붕식의 음모에 빠져 스승으로부터 파문 당한 이후 노점들을 상대로 도장깨기식 배틀을 진행하고 있다.

- 이재림: 평범한 공무원 준비생 겸 반백수, 떡마귀가 사는 빌라 옥탑방에 산다. 어쩌다보니 떡마귀 노점의 잔반처리 알바가 됨. 관찰자 역할로서 숨겨진 능력은 아직 밝혀지지 않았으나, 손의 성흔으로 보아 노점의 지저수의 재림으로 추측됨.

- 고붕식: (주) 붕식푸드의 CEO, 떡마귀와 한때 운암정을 둘러싼 대결을 함. 그러나 떡마귀와의 대결에서 비겁하게 이긴 후 자신들을 도와줬던 노점들의 뒷통수를 침.

- 왕호: 호떡 명인, 원래는 떡볶이 노점주인이었지만, 떡마귀와의 배틀에서 진 후, 집에서 천대 받다가 우연한 기회에 호떡 비법을 얻어서 호떡 명인으로 성공을 거둠. 그의 이명은 '왕호떡의 신'이라는 뜻의 '왕호병신(王胡餠神)'이다.

- 마방길: 토스트 명인. 떡볶이 노점주인이었지만, 떡마귀와의 배틀에서 진 후, 악마와 계약해서 토스트 명인으로 거듭남. 주특기는 메피토스트.

- 한무붕: 붕어빵 명인, 붕식푸드가 레시피를 훔쳐가서 붕식푸드와의 소송이 진행되고 있다. 유일하게 떡마귀에게 현재의 주특기로 진 경험이 있음.

- 오국례: 오뎅 명인, 이름이 오뎅 국물 예술의 약자로 추정됨. 떡마귀와 배틀 경험은 없지만 부산에서 처음으로 본 떡마귀에게 반한 후 따라다니는 중으로 실력을 키워 부산오뎅 에이스가 된 후 떡마귀가 있는 서울에 상경. 유일하게 떡마귀가 꺼려하는 인물.

- 원준혁: 한무붕의 대전상대. 한무붕을 동경하며 온갖 노력을 기울인 끝에 한무붕과 대등한 배틀을 벌였다. 이 캐릭터의 정체는 해당만화 휴재공지에 대한 베스트댓글을 올린 누리꾼 중 한명의 이름을 작가가 그대로 차용한 것이다.

## 만화의 구체적인 전개

### 시즌 1
붕식푸드가 노점 업계를 장악하려고 함→명인들이 자기의 이익을 위해 뭉침→각 명인들의 과거사 소개

### 시즌2
(주)붕식푸드와의 배틀 진행→호떡 명인→토스트명인→오뎅 명인→붕어빵 명인

### 시즌3
<2014년 11월 16일 기준>떡마귀와 고붕식의 떡볶이 배틀 시작

## 만화의 특이점
상투적인 전개 과정일 수 있으나 이야기의 전개 과정에서 한국사회의 문제점과 정치 상황을 풍자하는 블랙 코미디로서 이야기를 풀어나가서 이야기가 지루하지 않게 전개됨.
파이널 에디숀 편에서 나온 떡마귀 떡볶이가 실제 G마켓을 통해 정식 발매되고 있는상태임
등장인물들이 다 자신 개인적인 이기심을 숨기지 않고 드러내는 점에서 일반적인 배틀형식 만화와 차이를 보임.